# Ningaloo Marine Park
Als Ningaloo Marine Park werden zwei Meeresschutzgebiete vor der Westküste Australiens bezeichnet, die in den Ningaloo Marine Park (Commonwealth Water) und Ningaloo Marine Parks (State Waters) unterteilt werden. Die Commonwealth Waters schließen sich an den 3 nautischen Meilen breiten Streifen der State Waters an der Küstenlinie mit 200 Meilen an.
Der Ningaloo Marine Park (State Water), der am 7. Mai 1987 gegründet wurde, erstreckt sich etwa 260 km entlang der Westküste vom Bundegi Beach bei Exmouth in Western Australia bis zum Amherst Point südlich von Coral Bay. mit einer Fläche von 2.435 km² und befindet sich unter der Verwaltung der Landesregierung von Western Australia. Das Commonwealth Water verwaltet die Bundesregierung.
Das als UNESCO-Welterbe geschützte Ningaloo Reef, liegt vor allem küstennah im Ningaloo Marine Park (State Water). Beide Marineparks umfassen zusammen eine Fläche von 5.070 km².

## Geschichte
An der Ningaloo-Küste wurden Spuren von Aborigines der Junigudira und der Baiyungu an Felsen, in Höhlen und Anhäufungen von Muschelschalen an der Cape-Range-Halbinsel gefunden, die belegen, dass sie dort seit 30.000 Jahren lebten. Nach Berichten verließen sie ihr Gebiet kurz nachdem die europäischen Kolonisten siedelten.
Der erste Europäer, der auf der in dieses Seegebiet eindrang, war der Niederländer Pieter Nuyts auf der Gulde Zeepaard im Jahr 1618 und die erste Landgang erfolgte durch Captain Jacobz mit dem Segelschiff Mauritius.

## Walfang
In den 1790er Jahren kamen – 90 Jahre bevor die Europäer siedelten – zahlreiche Walfangschiffe in dieses Gebiet, um Pottwale zu jagen. Als deren Population sank, jagten die Walfänger Buckelwale. Die Walfänger hinterließen keine Infrastruktur an der Küste, dies geschah erst zwischen den Jahren 1913 und 1955.

## Tourismus
Im Exmouth Gulf und am Rowley Shelf im Osten und im Norden des Parks wird nach natürlich entstandenen Perlen getaucht. Ferner befinden sich in diesem Seegebiet zahlreiche Schiffswracks wie auch im Ningaloo Marine Park (Commonwealth Waters).
Touristen kommen vor allem nach Exmouth und in Coral Bay.

## Flora und Fauna
Korallenriffe, Wattlandschaften, Felsenküsten, Sandstrände und Mangrovenwald wechseln sich an der Küstenlinie ab. 
Das komplette Riff ist Teil des „Ningaloo Marine Parks“ und beheimatet rund 200 Korallenarten. 
Mehr als 460 Arten von Rifffischen gibt es, ferner Muscheln und Krustentiere. An den äußeren Grenzen des Parks schwimmt die olivfarbene Seeschlange. Wasserschildkröten, Stachelrochen, Mantarochen, Dugongs können gesichtet werden. Es gibt zahlreiche Haiarten in diesem Gewässer, wie Riffhaien, Tigerhaie und Hammerhaie.
Zwischen Juni und November ziehen Buckelwale an der Küste vorbei, von März bis Juni besuchen 300 bis 500 Walhaie die Gewässer des Ningaloo Reefs.

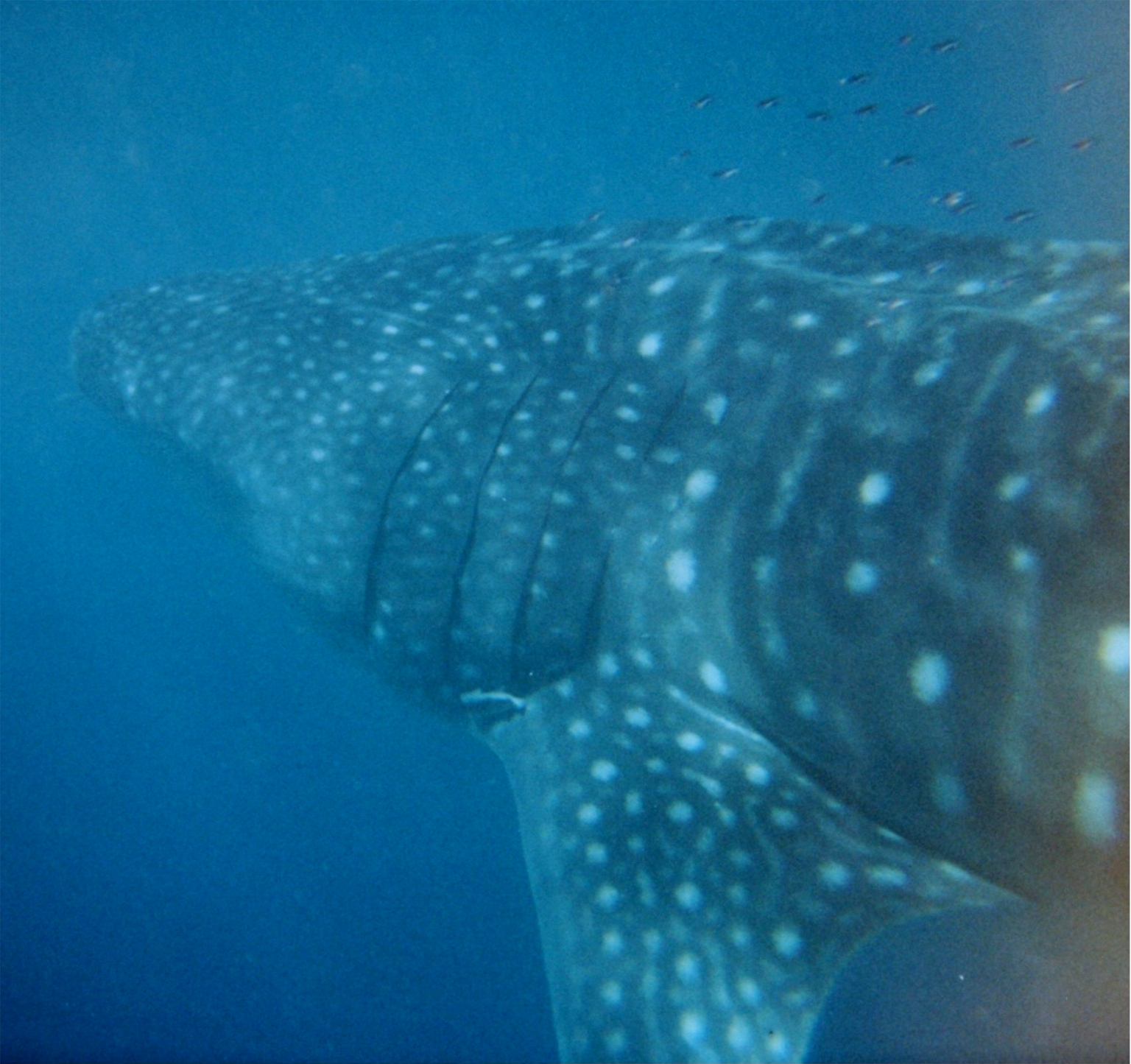
Walhai
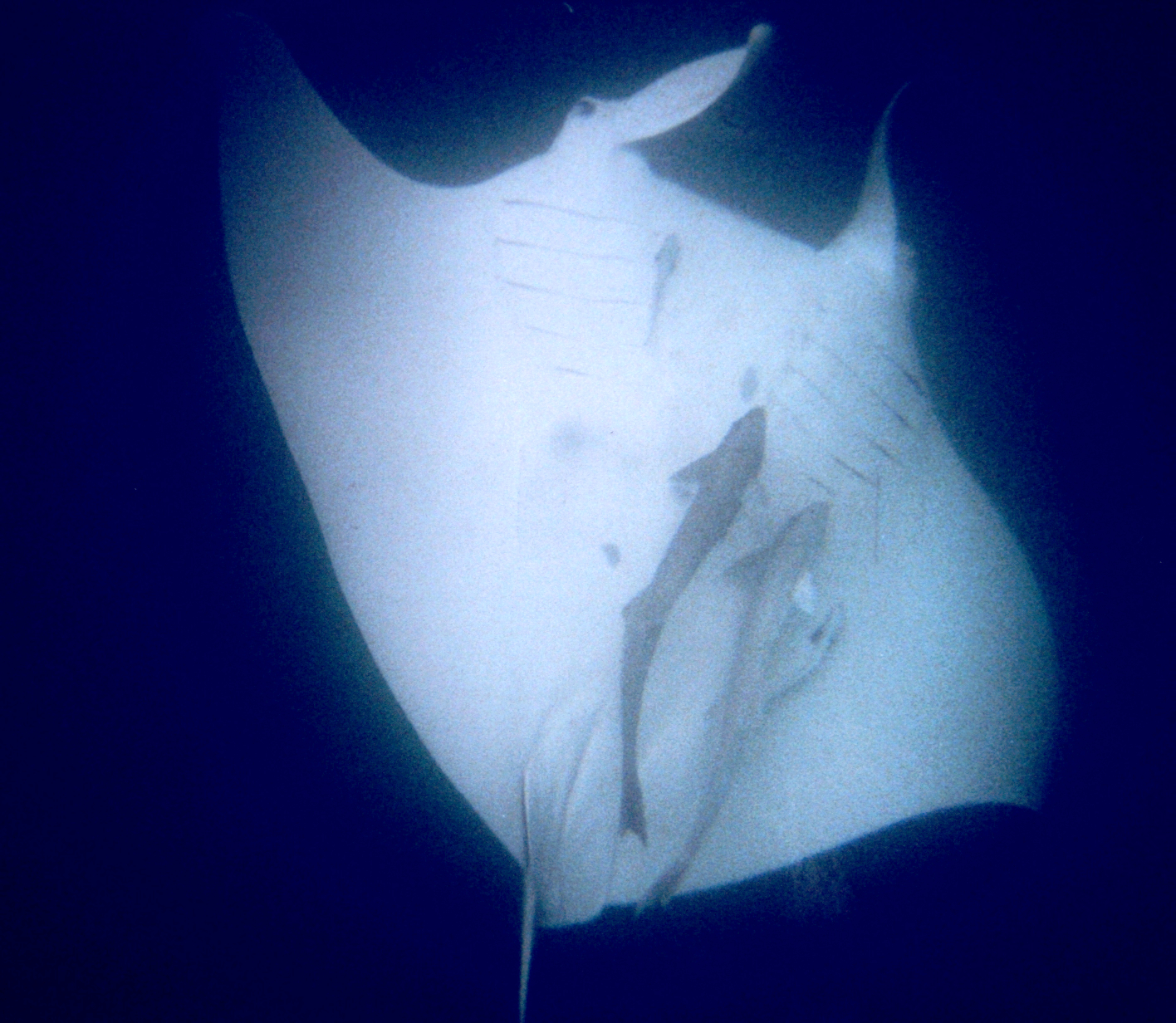
Mantarochen mit Schiffshaltern